# 晋侯燮
晋侯燮（しんこうしょう、生没年不詳）は、中国の西周時代の晋の君主。姓は姫、名は燮。

## 生涯
唐叔虞の子として生まれた。唐叔虞の死後にその後を嗣いだ。居所が晋水のほとりにあったことから、晋侯と改めた。晋侯燮が死去すると、子の武侯が晋侯となった。